# Cleora saltuensis
Cleora saltuensis là một loài bướm đêm trong họ Geometridae.